# Більшовик (газета)
«Більшовик» — щоденна робітничо-селянська газета, що видавалась у Києві з 10 квітня 1919 до 19 липня 1925 року та в 1932–1939 роках (з перервами). До 30 серпня 1919 року була органом ЦК КП(б)У. Далі провідна роль у виданні належала Київському губкомові КП(б)У. На сторінках «Більшовика» вперше виступили з творами письменники Олександр Корнійчук, Іван Ле, Юрій Яновський, Ґео Шкурупій та ін.